# 足尾町
足尾町（あしおまち）は、かつて栃木県上都賀郡にあった町。
足尾銅山の鉱山町として知られ、全盛時の1916年（大正5年）には、栃木県において宇都宮市に次ぐ38,428人の人口を有していた。1973年（昭和48年）の足尾銅山閉山後は過疎化が進行し、2006年（平成18年）3月1日時点では最盛期の10%にも満たない3,220人となっていた。2006年（平成18年）3月20日、（旧）日光市などと合併して（新）日光市が発足した。

## 地理
栃木県の西端部に位置し、利根川の支流である渡良瀬川の上流部にあった。標高は約600メートルから2150メートルであり、面積の約95%が山地だった。日光国立公園に含まれていた。

### 地形
山岳
- 足尾山地
  - 皇海山 - 日本百名山。
  - 庚申山
  - 備前楯山 - 山体の内部には全長1200キロメートルに及ぶ足尾銅山の坑道がある。
  - 小法師山
  - 赤倉山
  - 中倉山
  - 巣神山
  - 半月山

河川

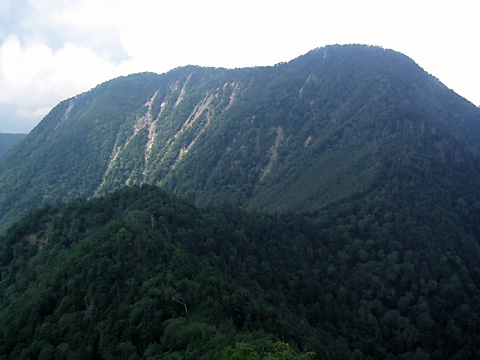
皇海山
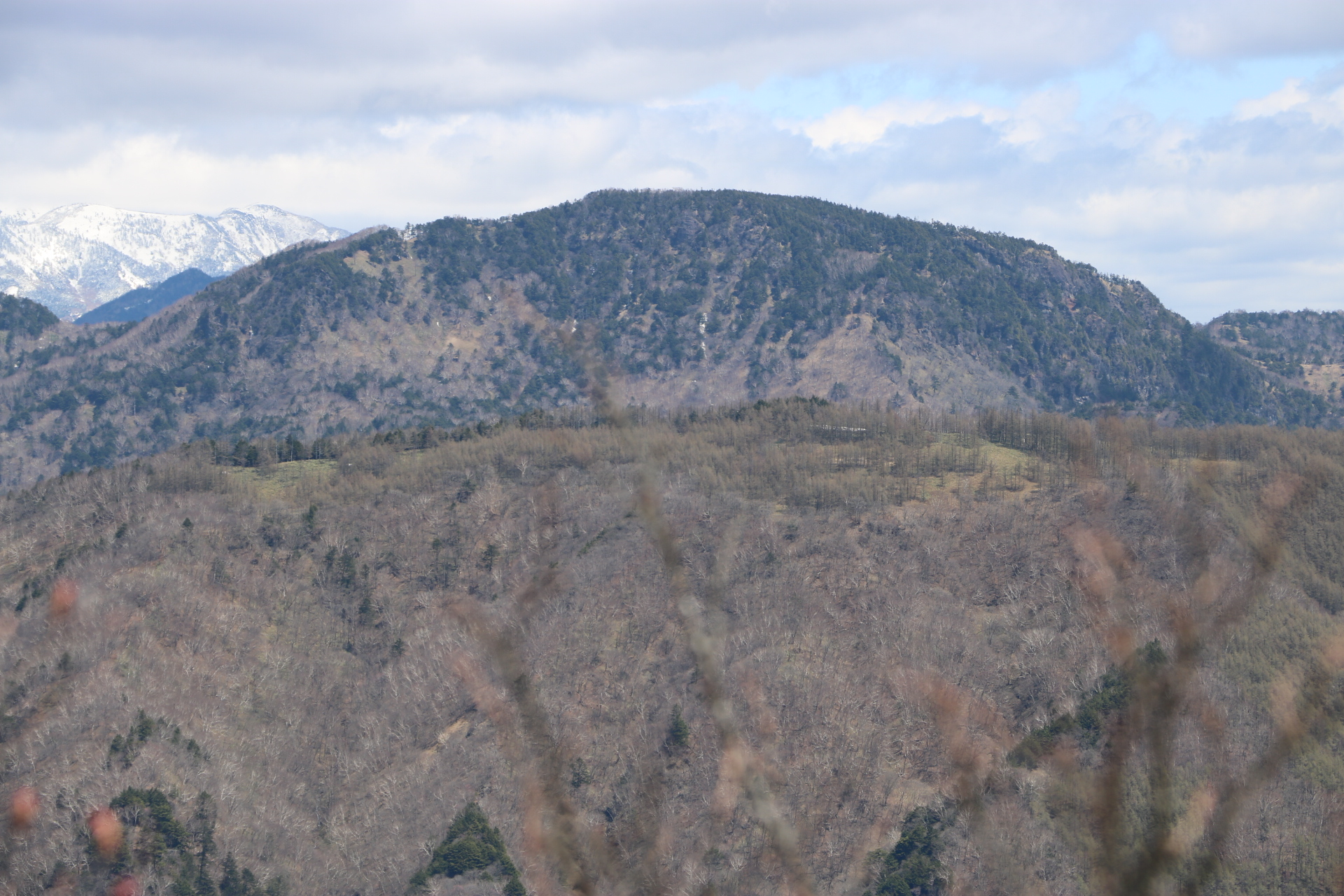
庚申山
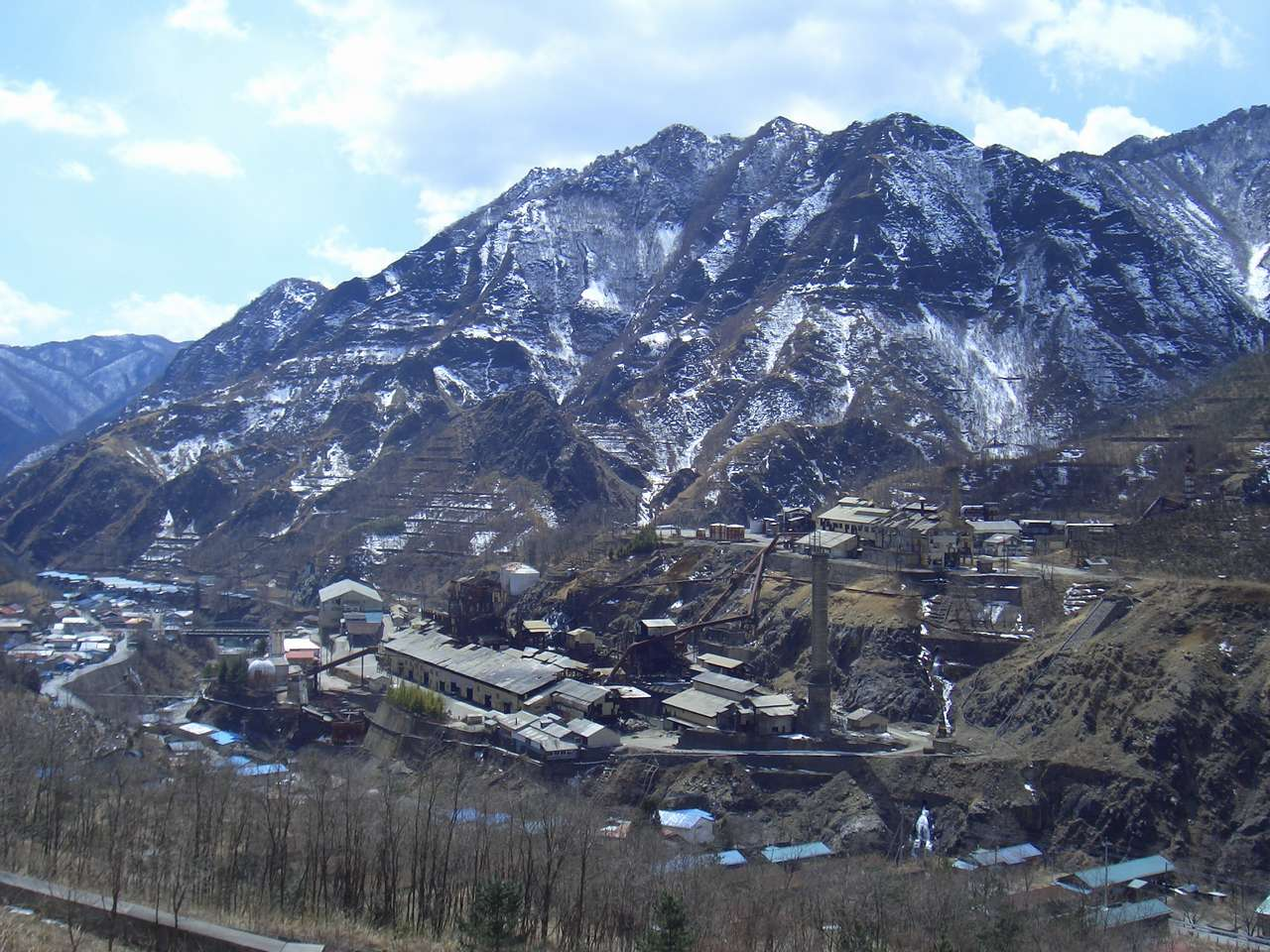
備前楯山
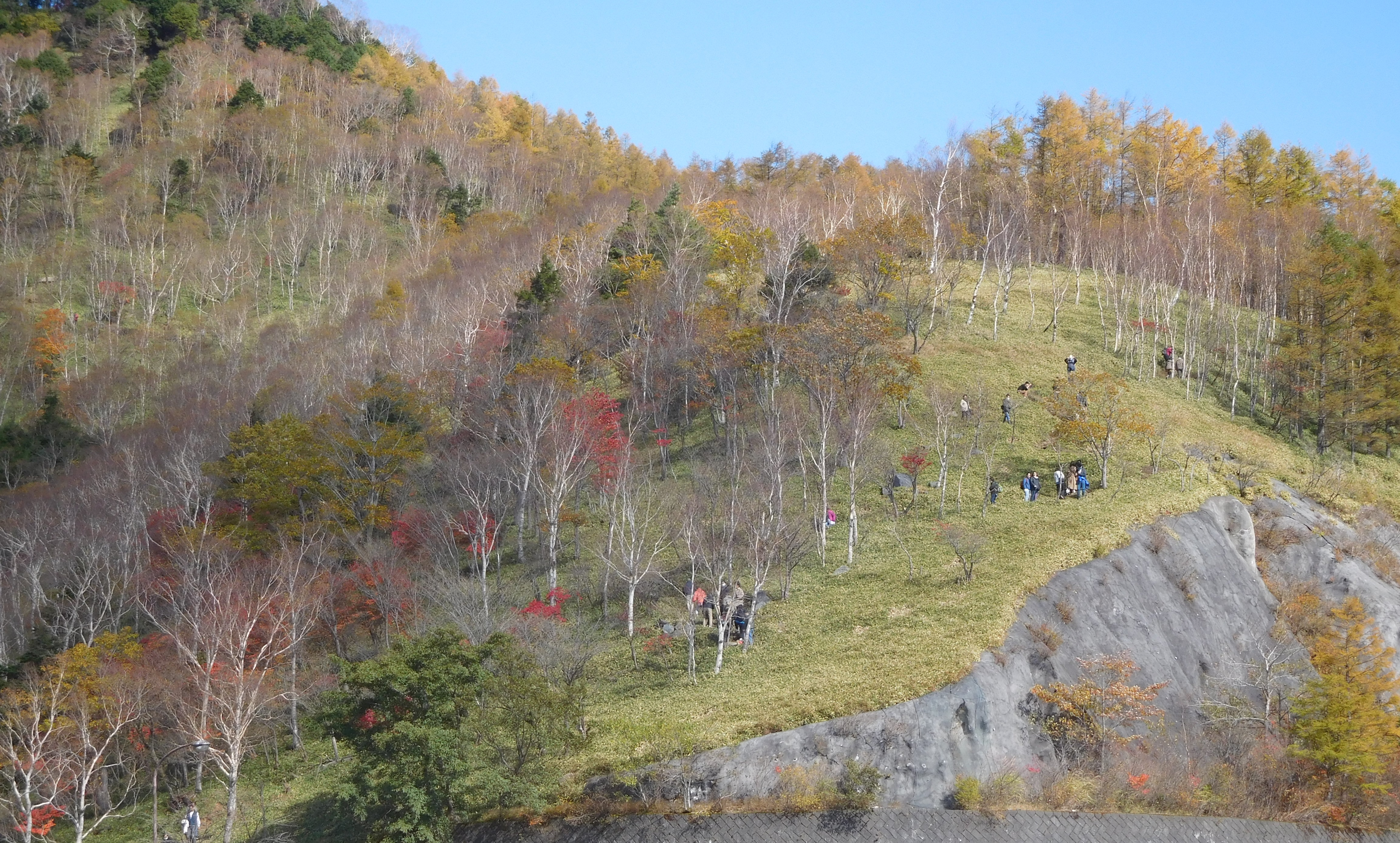
半月山
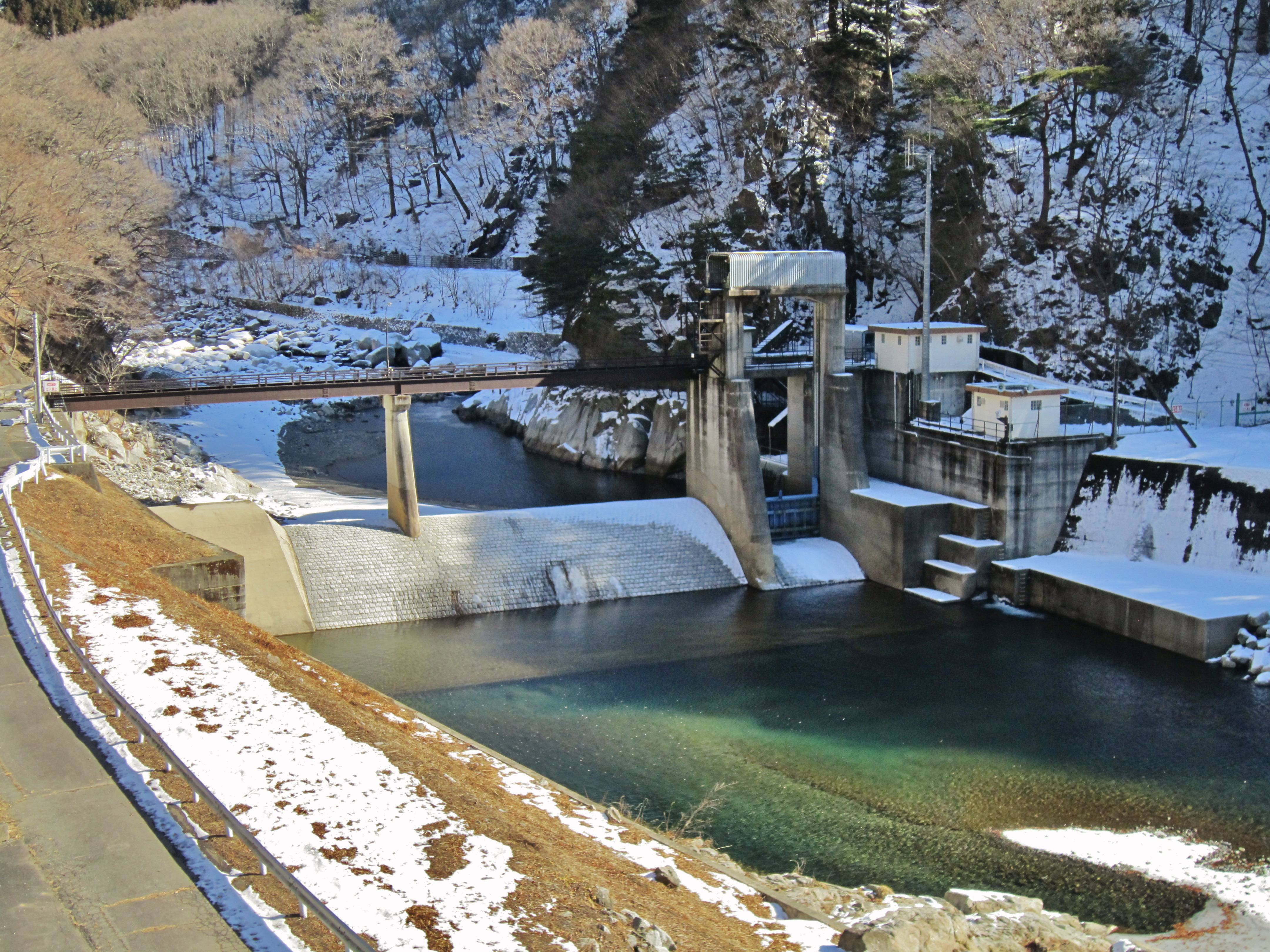
渡良瀬川 - 利根川の支流。
  - 松木川 - 渡良瀬川の支流。
  - 内ノ篭川 - 渡良瀬川の支流。

- 皇海山
- 庚申山
- 備前楯山
- 半月山
- 渡良瀬川

### 隣接自治体
群馬県との県境にあった。
- 東：鹿沼市
- 北：日光市
- 西：群馬県沼田市（旧利根郡利根村）
- 南：群馬県勢多郡東村

### 地区
1978年（昭和53年）時点で足尾町は以下の地区に分かれていた。
- 愛宕下（あたごした）
- 赤倉町部（あかくら）
- 赤倉社宅（あかくら）
- 南橋（なんきょう）
- 深沢（ふかさわ）
- 上間藤町部（かみまとう）
- 上間藤社宅（かみまとう）
- 上の平（うえのたいら）
- 下の平（したのたいら）
- 下間藤（しもまとう）

- 田元（たもと）
- 神子内（みこうち）
- 野路又（のじまた）
- 芝の沢（しばのさわ）
- 渡良瀬（わたらせ）
- 掛水町部（かけみず）
- 掛水社宅（かけみず）
- 内の籠（うちのこもり）
- 向原（むかいはら）
- 赤沢（あかさわ）

- 松原（まつばら）
- 通洞（つうどう）
- 砂畑（すなはた）
- 中才（なかさい）
- 遠下（とおじも）
- 切幹（きりみき）
- 原（はら）
- 唐風呂（からふろ）
- 餅が瀬（もちがせ）
- 古足尾（こあしお）

### 人口
| 1909年（明治42年） | 26,873人 |
| 1920年（大正09年） | 32,894人 |
| 1930年（昭和05年） | 23,803人 |
| 1940年（昭和15年） | 23,187人 |
| 1950年（昭和25年） | 18,994人 |
| 1960年（昭和35年） | 18,094人 |
| 1970年（昭和45年） | 11,202人 |
| 1980年（昭和55年） | 6,168人  |
| 1990年（平成02年） | 4,844人  |
| 2000年（平成12年） | 3,758人  |
| 2010年（平成22年） | 2,754人  |
| 2020年（令和02年） | 1,772人  |

## 歴史

### 古代
この地域に人類が住み始めたのは石器時代であるとされ、石器や縄文式土器などが出土している。
大化元年（645年）には下野国安蘇郡足尾郷となり、延暦9年（790年）には足尾郷が中禅寺の神領となった。足尾郷の鎮守である磐裂神社が建てられたのは大同3年（808年）とされる。奈良時代から平安時代には僧が足尾を修業地とした。

### 中世
室町時代には武士が足尾に移り住んでこの地域を支配し、農業集落も形成された。天正18年（1590年）に豊臣秀吉が小田原征伐を行った際、日光山の衆徒は北条氏に加担したため秀吉の怒りを買い、その所領の大部分を没収されたが、足尾村などわずかな地域のみが日光山領として残された。

### 近世
江戸時代のこの地域は日光神領の下野国安蘇郡足尾村だったが、慶長15年（1610年）に足尾銅山が発見されたことで幕府領となり、江戸幕府の御用銅を製造し続けた。江戸時代中期には、多数の商店が集まって「足尾千軒」と呼ばれるほど繁栄した。足尾銅山が産出した御用銅は江戸城や日光東照宮の銅瓦などにも用いられている。

### 近代

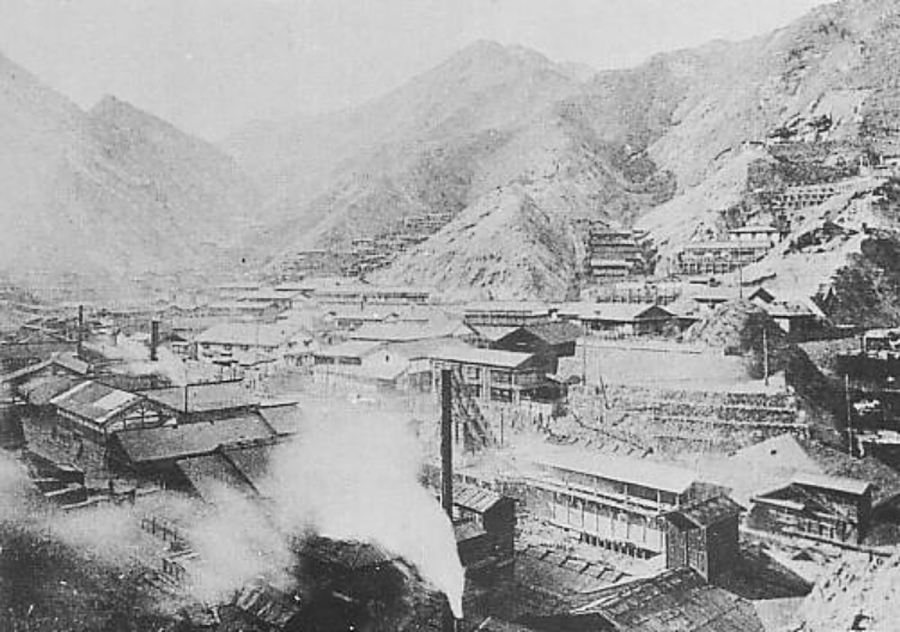
1895年の足尾銅山

明治維新後の1877年（明治10年）には足尾銅山が古河市兵衛の経営となり、大鉱脈の発見や生産技術の近代化などによって、1890年代には日本で産出する銅の40%を占める日本一の銅山となった。1893年（明治25年）には私立の古河足尾銅山尋常高等小学校（後の足尾町立本山小学校）が開校しているが、私立小学校は当時としては珍しかった。
1900年（明治33年）頃には日本初の公害事件とされる足尾鉱毒事件が発生し、田中正造が奔走して問題提起がなされた。1902年（明治35年）には鉱毒問題によって松木集落（松木村）が廃村となっている。1912年（大正元年）には国鉄足尾線（現・わたらせ渓谷鐵道わたらせ渓谷線）が足尾町に通じた。1916年（大正5年）の人口は38,428人であり、宇都宮市に次いで栃木県第2位だった。
1902年（明治35年）9月28日に関東地方を通過した台風は大きな被害を出したが、特に足尾町など栃木県で甚大な被害を出したため、後世には足尾台風または壬寅歳暴風雨と呼ばれるようになった。

### 現代
1973年（昭和48年）2月28日には足尾銅山が閉山した。1970年（昭和45年）の人口は11,202人だったが、閉山の1973年（昭和48年）には1万人を下回り、1975年（昭和50年）には6,948人と急減した。1978年（昭和53年）3月30日、足尾町と日光市街地を結ぶ国道122号の日足トンネルが開通した。

### 行政区画の変遷
- 1889年（明治22年）4月1日 - 町村制施行によって上都賀郡足尾町が発足。
- 1986年（昭和61年） - 足尾町長不信任決議が可決されて足尾町議会が解散。再議決で町長が失職。
- 2006年（平成18年）3月20日 - 今市市、（旧）日光市、藤原町、栗山村と新設合併し、（新）日光市が発足。

## 行政

### 歴代町長
- 初代：長真五郎 - 1889年就任。1890年退任[8][9]。
- 2代：三上成所 - 1891年就任。1898年退任[8]。
- 3代：金子伴四郎 - 1898年就任。1902年退任[8]。
- 4代：高村安吉 - 1902年就任。1902年退任[8]。
- 5代：三上成所 - 1902年就任。1906年退任[8]。
- 6代：伊藤五郎 - 1906年就任。1911年退任[8]。
- 7代：高橋徳三郎 - 1911年就任。1920年退任[8]。
- 8代：大塚順吉 - 1921年就任。1922年退任[8]。
- 9代：峰村鍈一郎 - 1923年就任。1926年退任[8]。
- 10代：高橋直亮 - 1926年就任。1930年退任[8]。
- 11代：布施貞 - 1930年就任。1934年退任[8]。
- 12代：堀綱四郎 - 1935年就任。1946年退任[8]。
- 13代：小林礼治 - 1946年就任。1959年退任[8]。
- 14代：鈴木一 - 1959年就任。1971年退任[8]。
- 15代：白石幸衛 - 1971年就任。1983年退任[10]。
- 16代：日向野一郎 - 1983年就任。1985年在職中死去による退任[11]。
- 17代：田村藤重 - 1985年就任。1986年退任[12]。
- 18代：齊藤重二 - 1986年就任。2002年退任[13]。
- 19代：神山勝次 - 2002年就任。2006年退任。

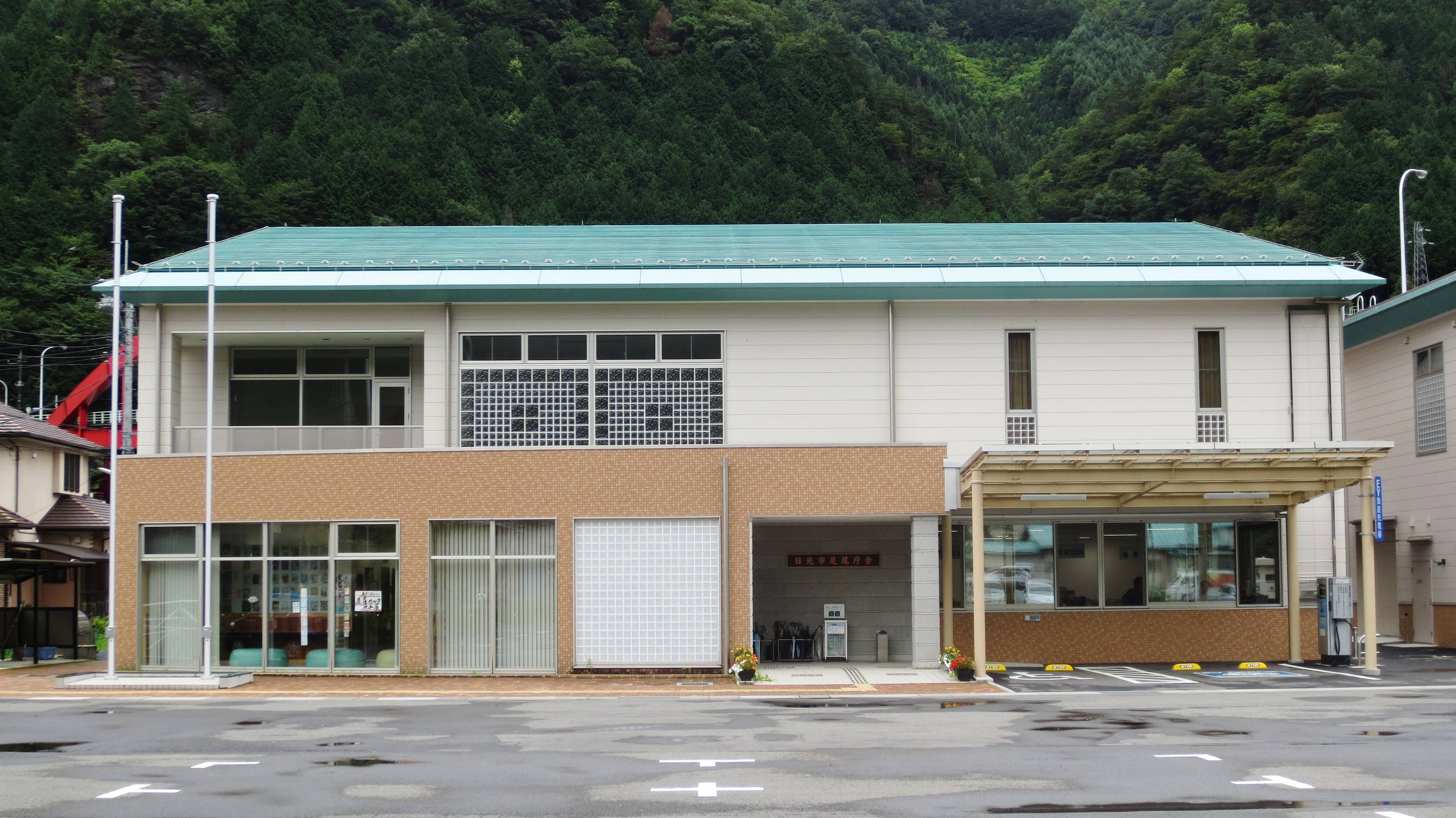
日光市足尾庁舎

## 教育

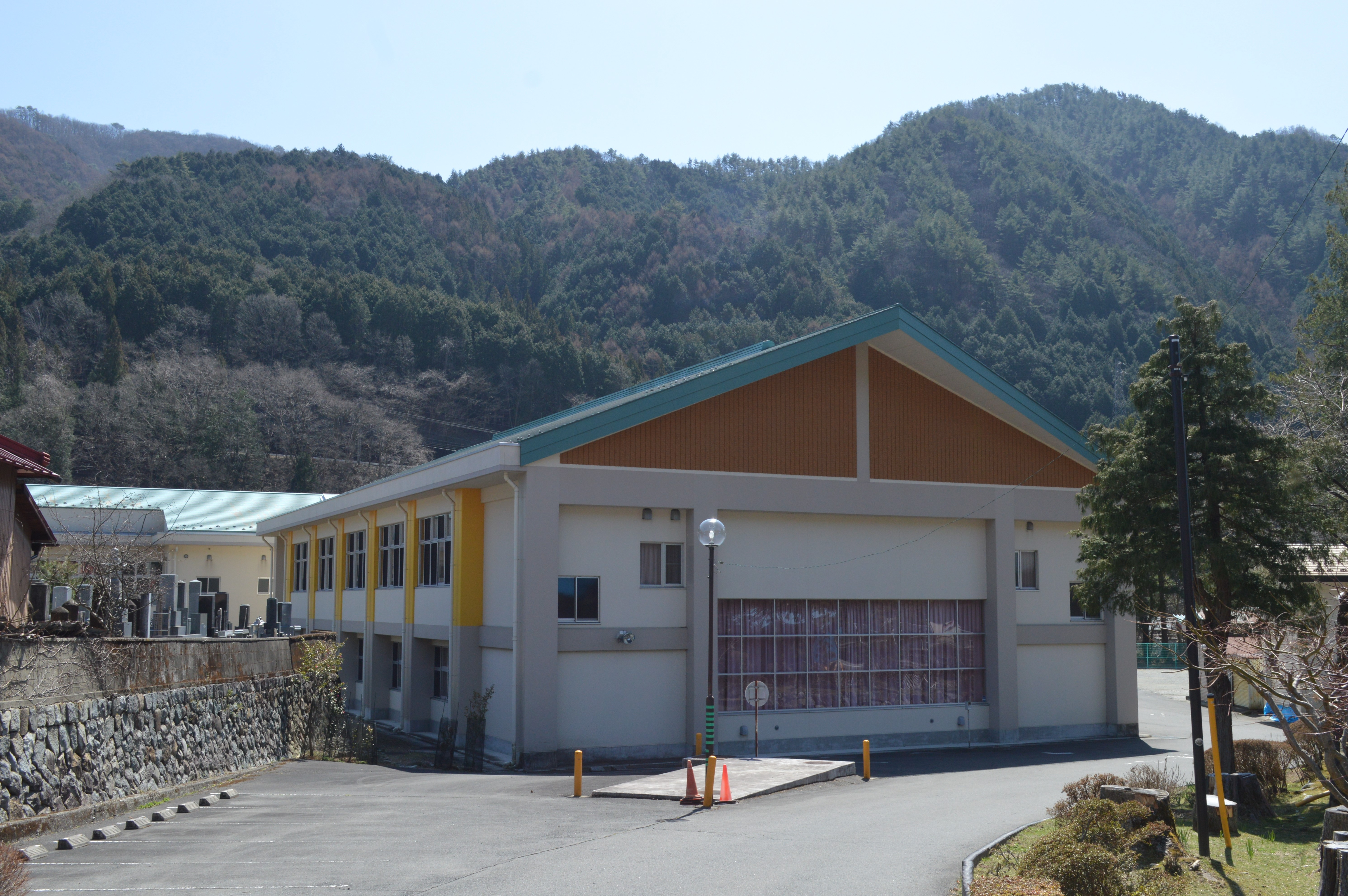
足尾町立足尾小学校

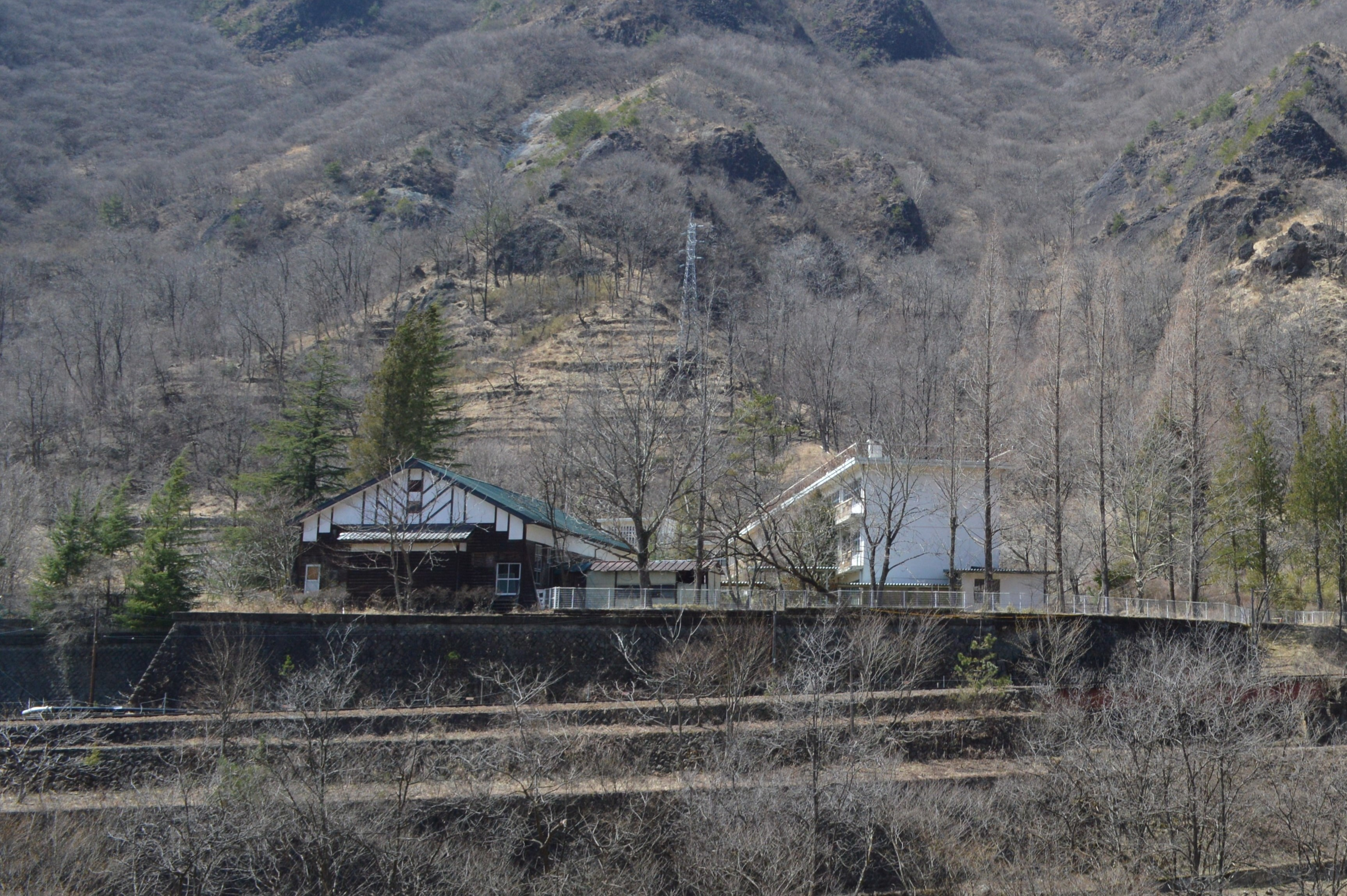
足尾町立本山小学校

### 高等学校
- 栃木県立足尾高等学校 - 1912年（明治45年）には足尾町立実科高等女学校が開校した。1948年（昭和23年）には足尾町立足尾高等学校として認可され、1950年（昭和25年）には栃木県に移管されて栃木県立足尾高等学校に改称した。2005年（平成17年）4月には栃木県立日光高等学校との統合校である栃木県立日光明峰高等学校が開校し、2007年（平成19年）3月に閉校となった。

### 中学校
- 足尾町立足尾中学校 - 日光市合併後の2022年（令和4年）4月、足尾小学校と足尾中学校が併設された小中一貫校の日光市立足尾小中学校が発足した[14]。

### 小学校
- 足尾町立足尾小学校 - 日光市合併後の2022年（令和4年）4月、足尾小学校と足尾中学校が併設された小中一貫校の日光市立足尾小中学校が発足した[14]。
- 足尾町立本山小学校 - 1893年（明治25年）に私立の古河足尾銅山尋常高等小学校として開校し、1907年（明治40年）に現在地に移転した。古河足尾銅山尋常高等小学校の校長を務めた松本生太は後に鎌倉女子大学を創設している。戦後の1947年（昭和22年）、足尾町に移管されて足尾町立本山小学校となった。2005年（平成17年）3月には足尾小学校に統合されて閉校となった。

## 交通

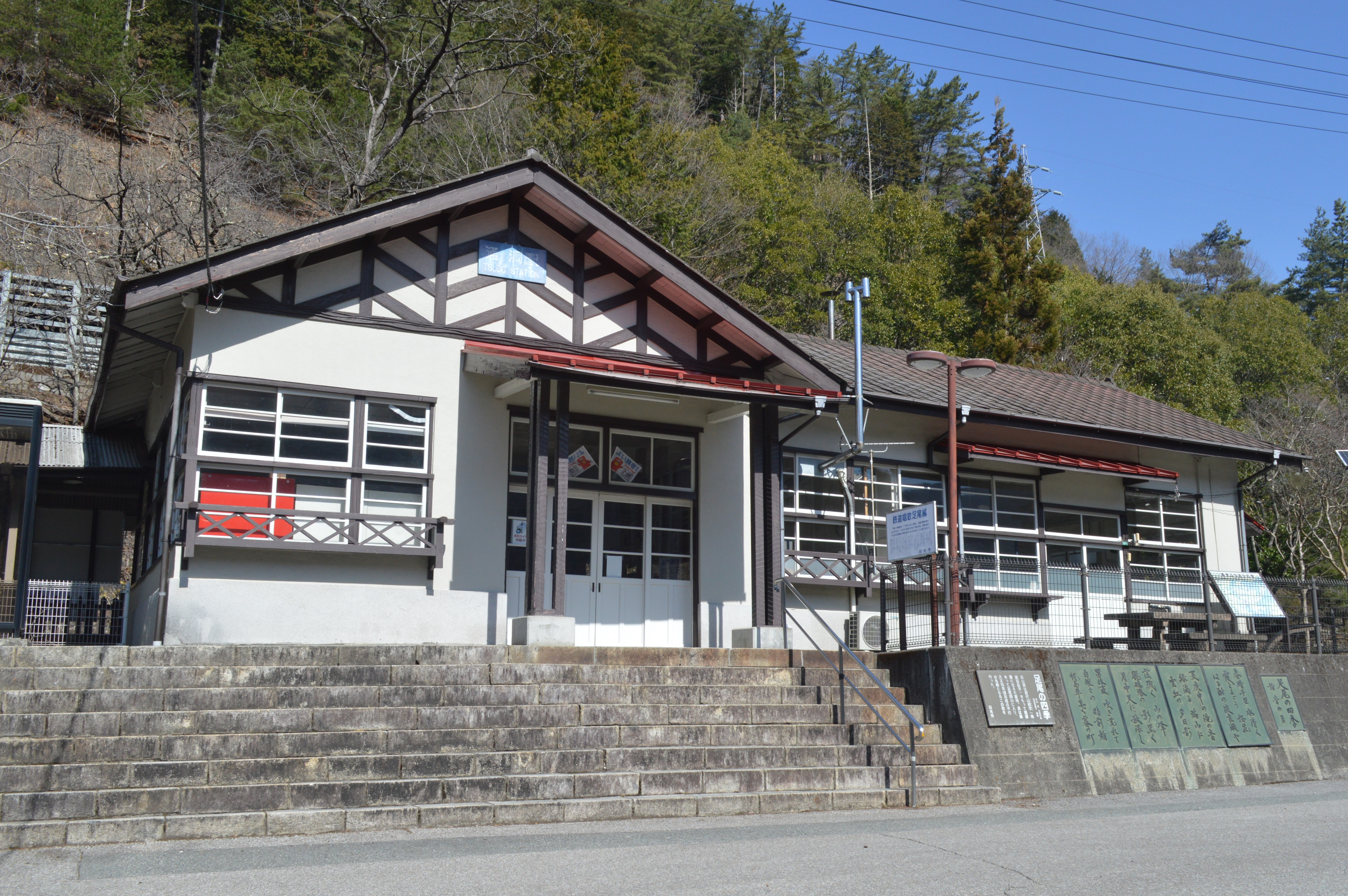
通洞駅

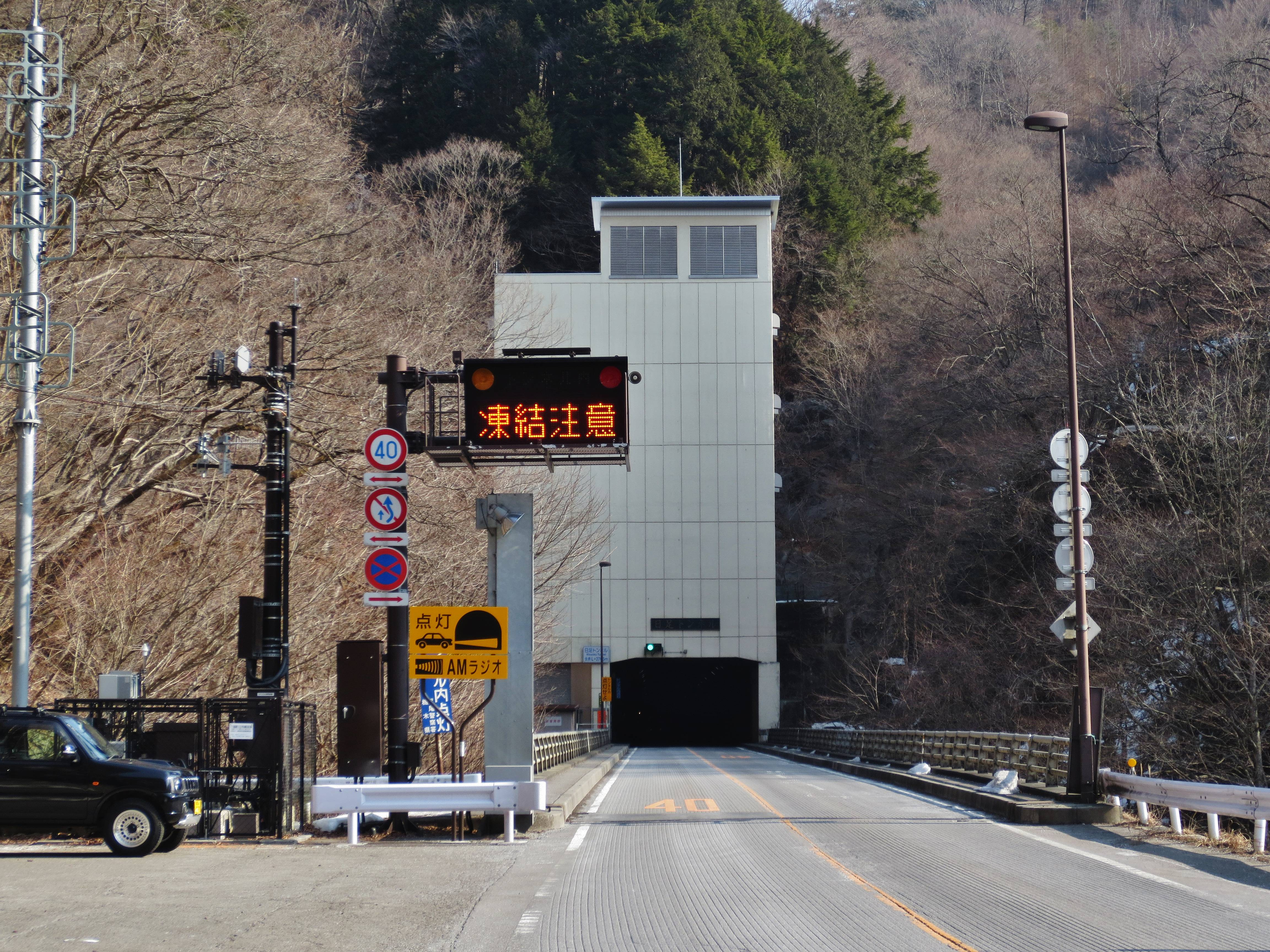
日足トンネル

### 鉄道
- わたらせ渓谷鐵道
  - わたらせ渓谷線：原向駅 - 通洞駅 - 足尾駅 - 間藤駅

### 道路
一般国道
- 国道122号
  - 細尾峠
  - 日足トンネル

県道（主要地方道）
- 栃木県道15号鹿沼足尾線

## 施設

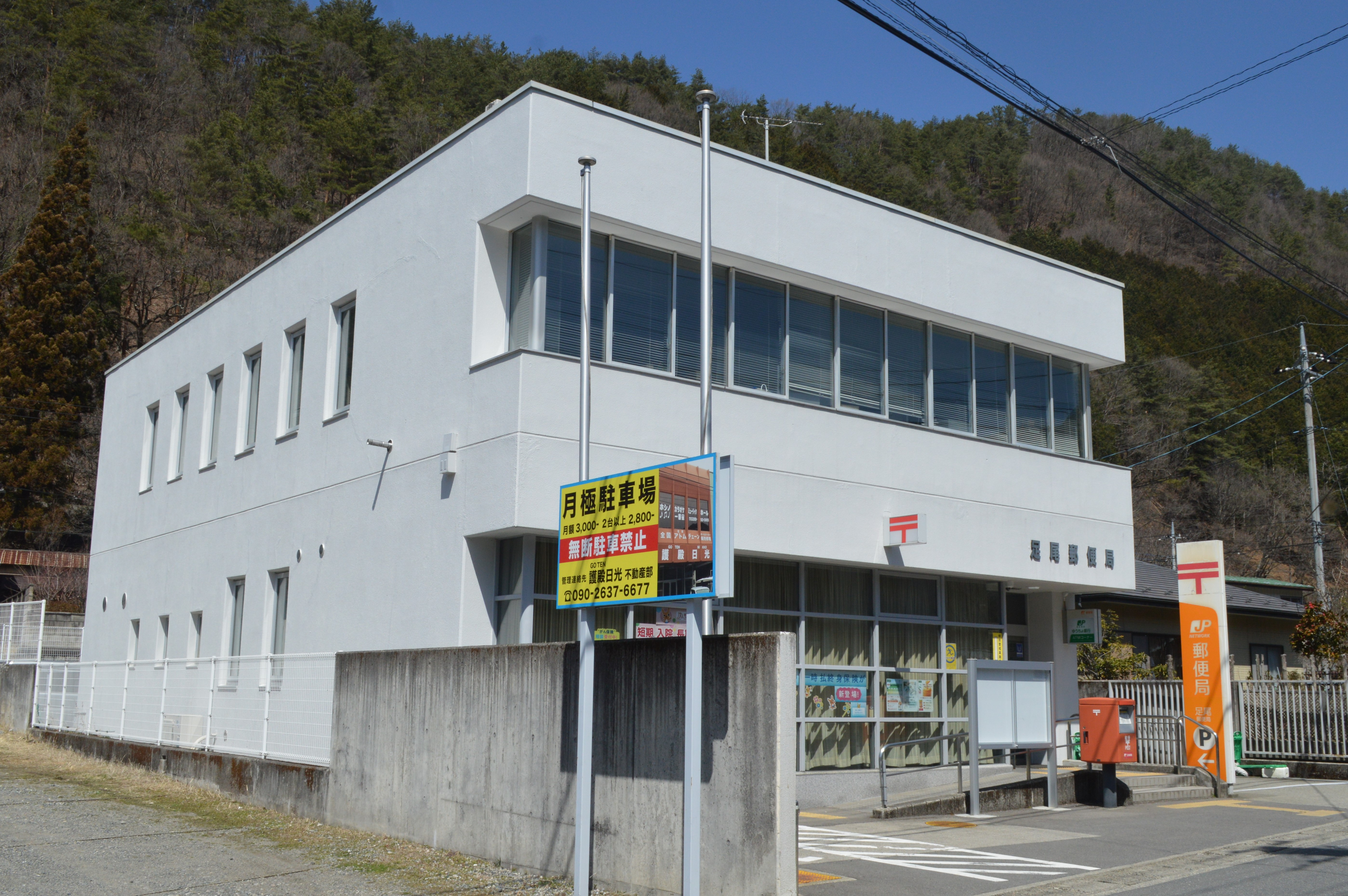
足尾郵便局
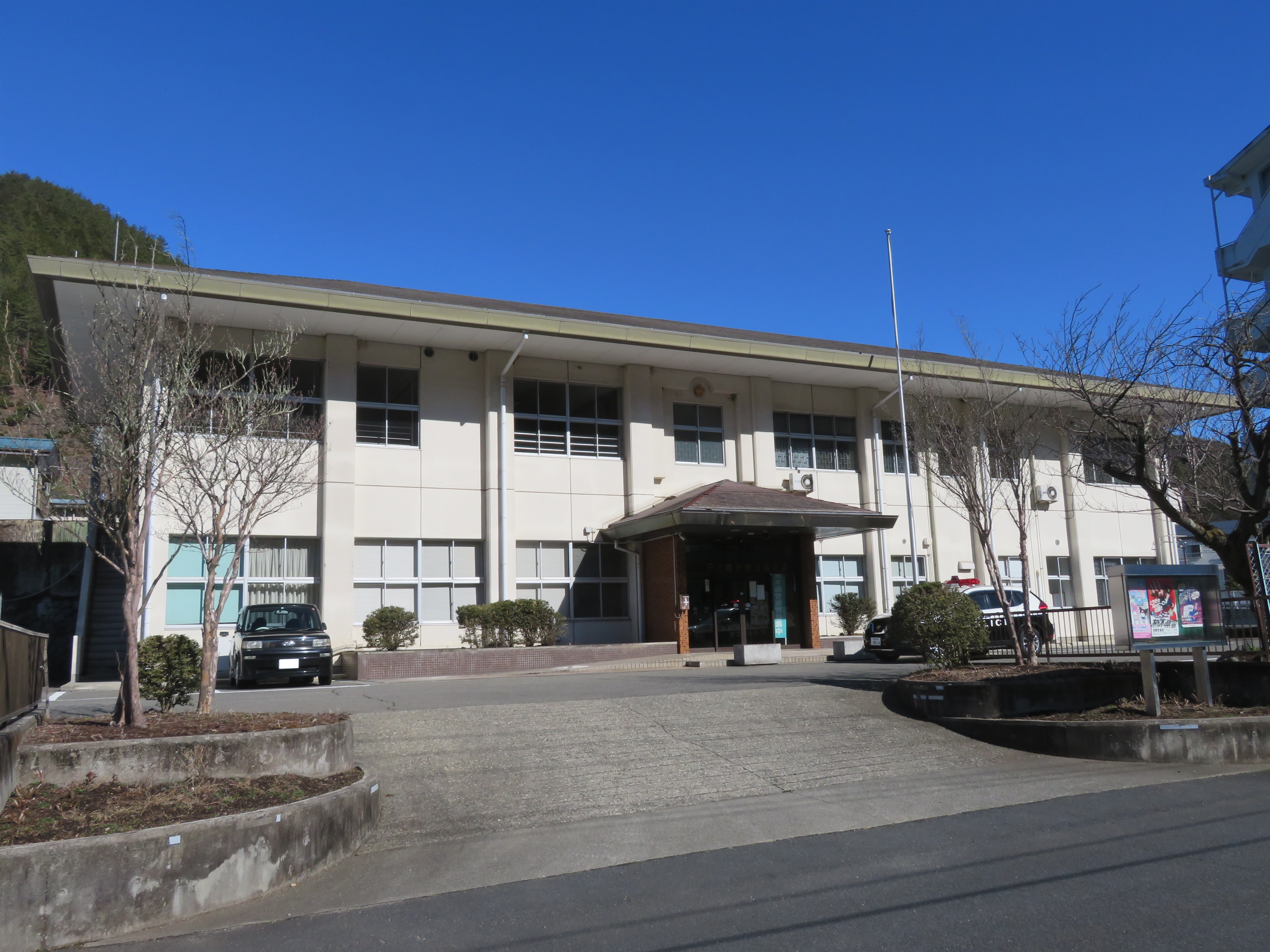
日光警察署足尾交番
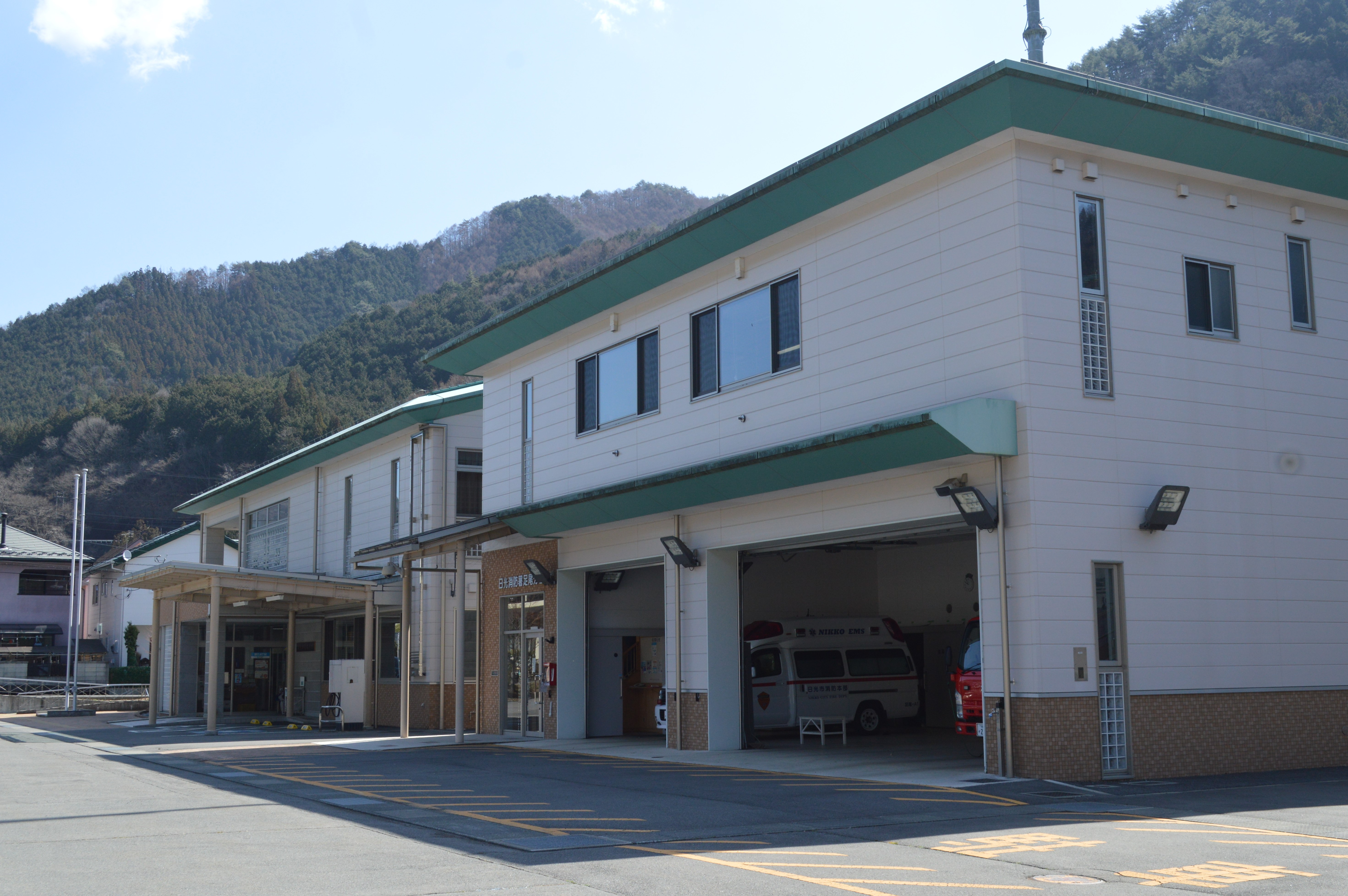
日光消防署足尾分署
- 足利銀行足尾支店 - 日光市合併後の2021年（令和3年）10月25日、足尾町から日光市街地の日光支店内に移転した[15]。
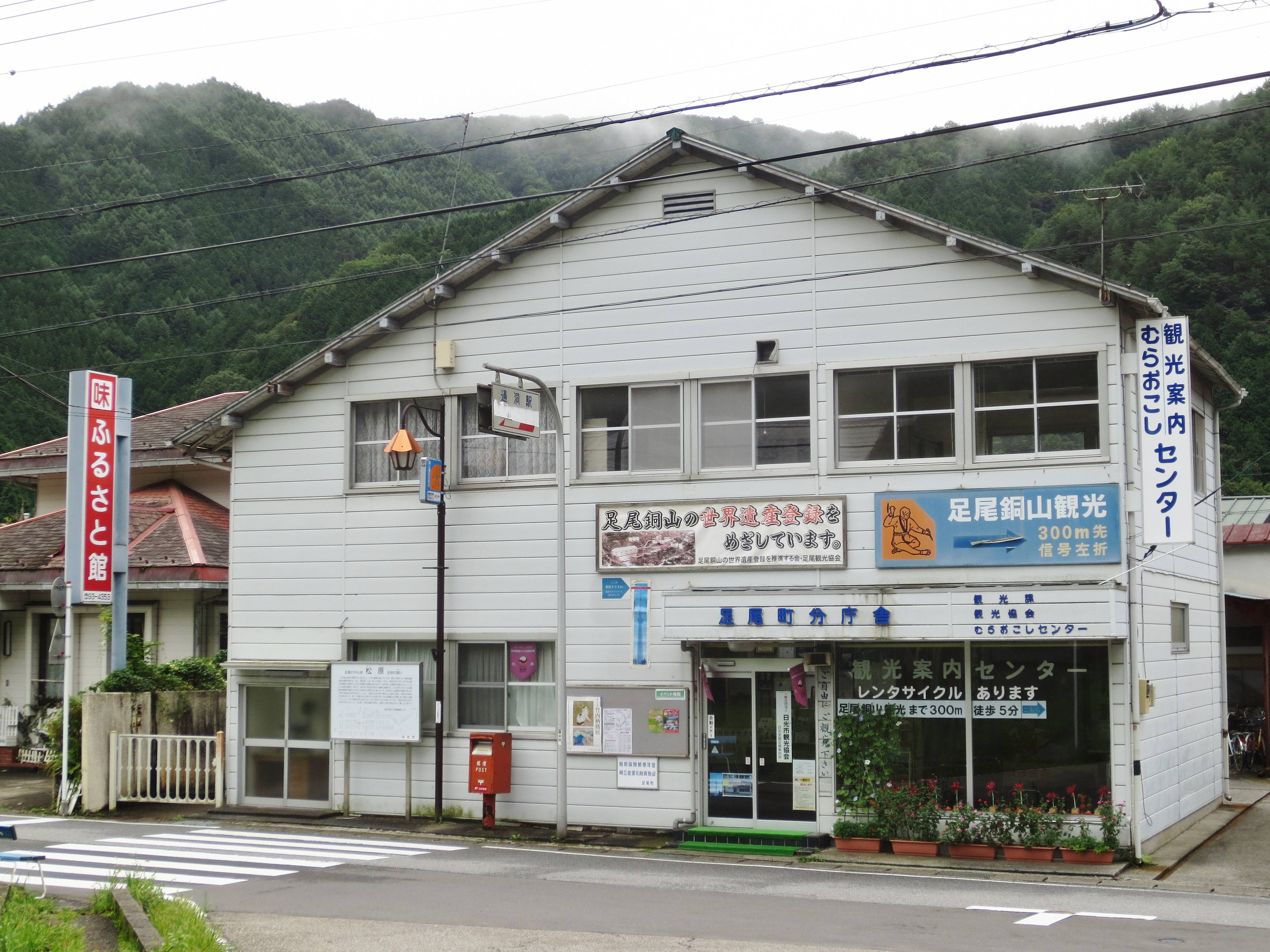
足尾町観光案内センター
- 足尾キネマ[16] - 通洞にあった映画館[17]。
- 足尾東映末広座[16] - 赤沢にあった映画館[17]。
- エビス座[16] - 深沢にあった映画館[17]。

- 足尾郵便局
- 日光警察署足尾交番
- 日光消防署足尾分署
- 足尾町観光案内センター

## 名所・旧跡

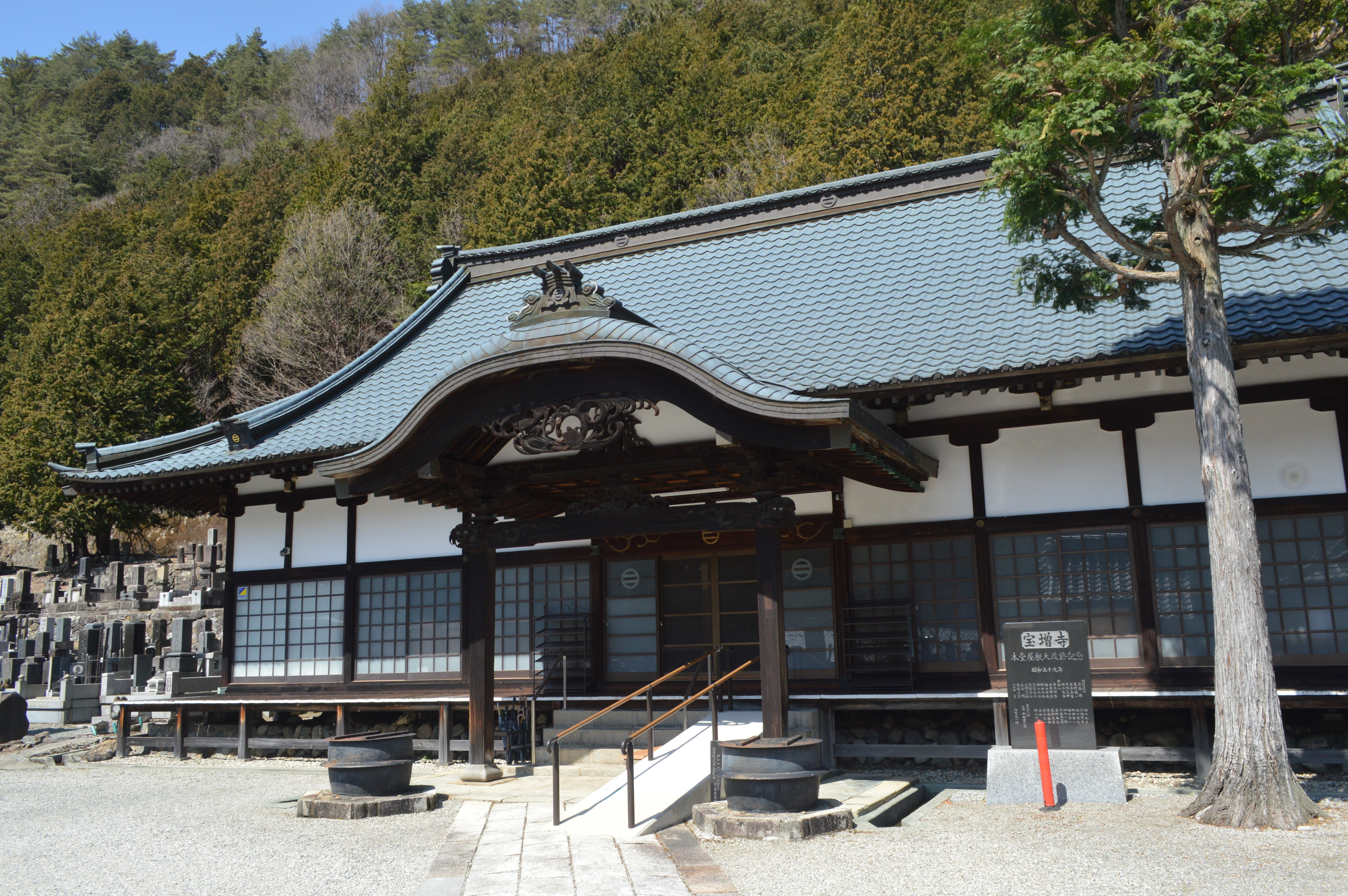
宝増寺

- 宝増寺（寳増寺） - 赤沢にある天台宗の寺院。
- 龍蔵寺 - 赤倉にある天台宗の寺院。境内にある「坑夫の墓」は日光市指定文化財。
- 本妙寺 - 赤沢にある日蓮宗の寺院。
- 蓮慶寺 - 赤沢にある真宗大谷派の寺院。境内にある簀子橋山神社大鳥居は日光市指定文化財。
- 専念寺 - 松原にある真宗本願寺派の寺院。
- 呑龍寺 - 掛水にある浄土宗の寺院。
- 磐裂神社 - 大同3年（808年）創建で足尾の鎮守とされる神社。
- 本山鉱山神社 - 1889年（明治22年）に本山鉱の鉱員の寄進によって創建された山神社。
- 猿田彦神社

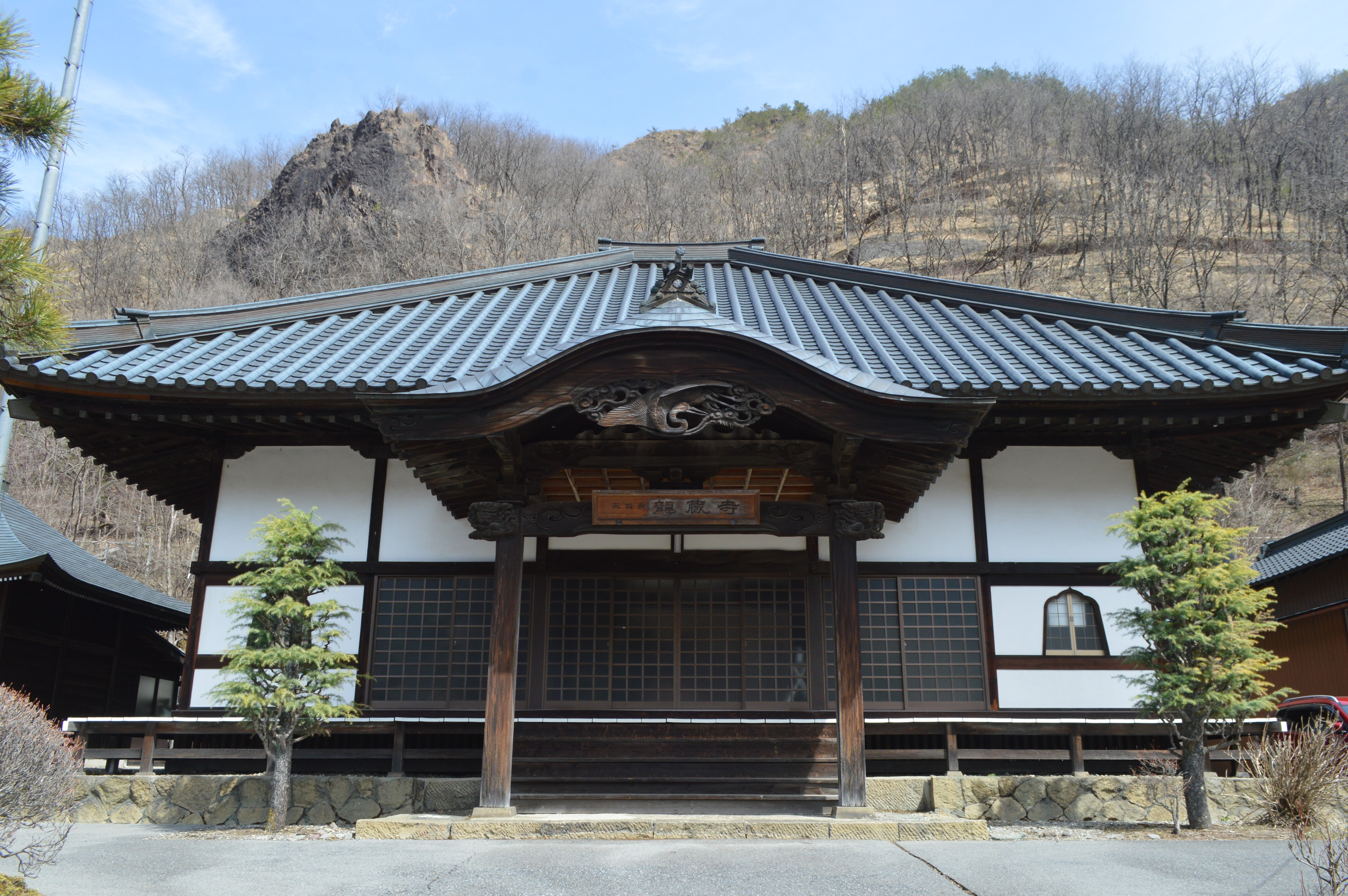
龍蔵寺
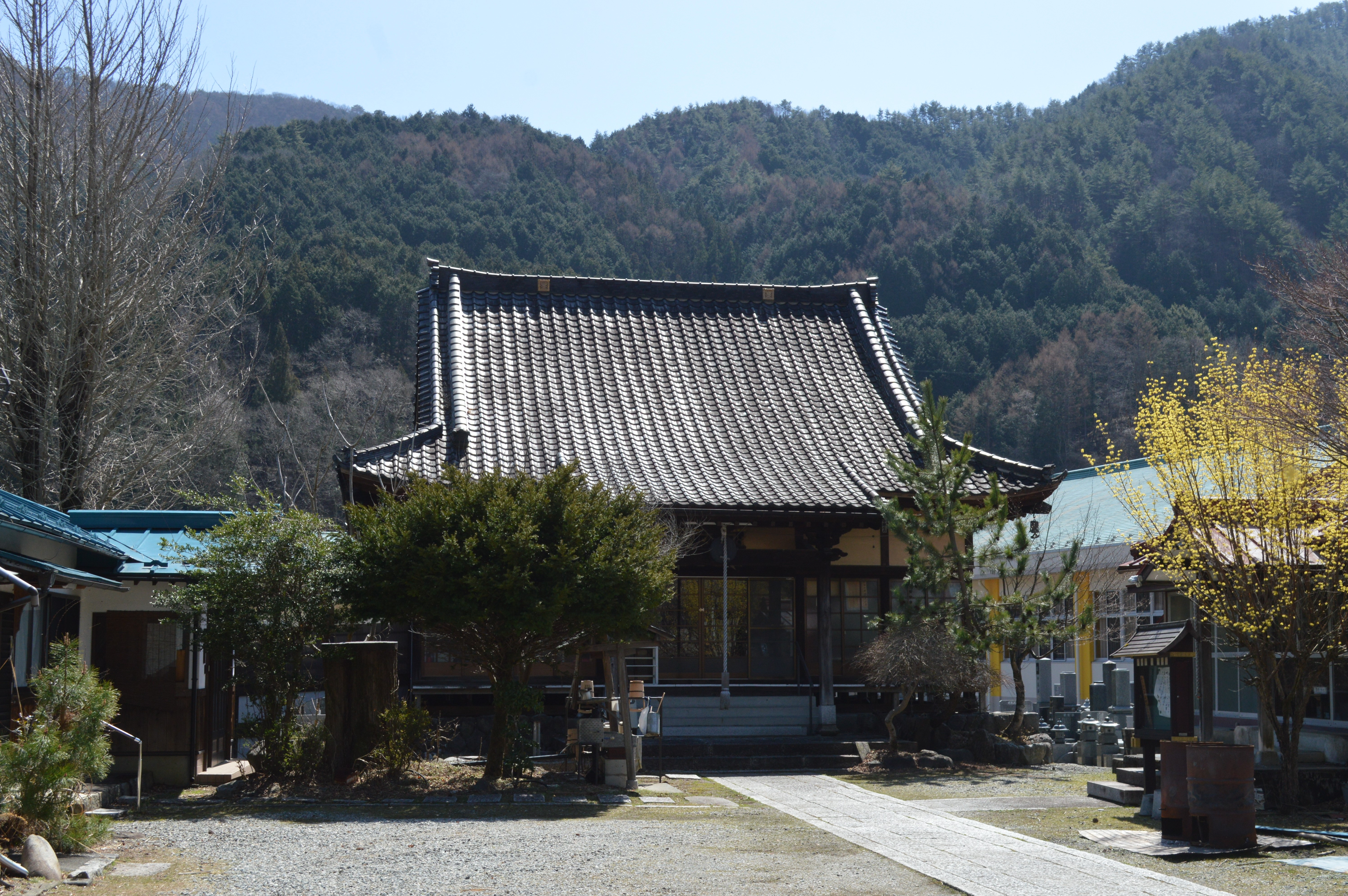
本妙寺
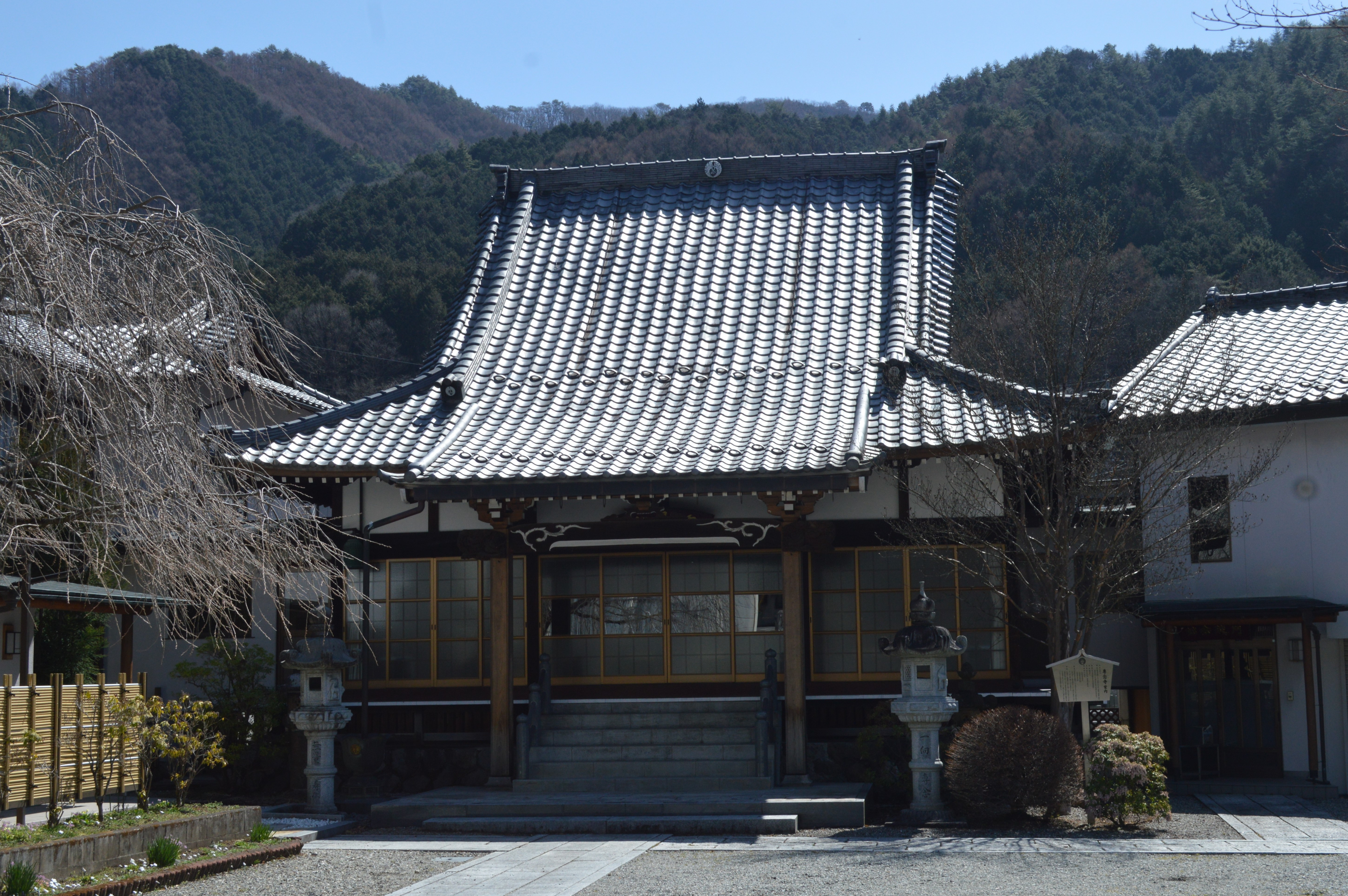
専念寺
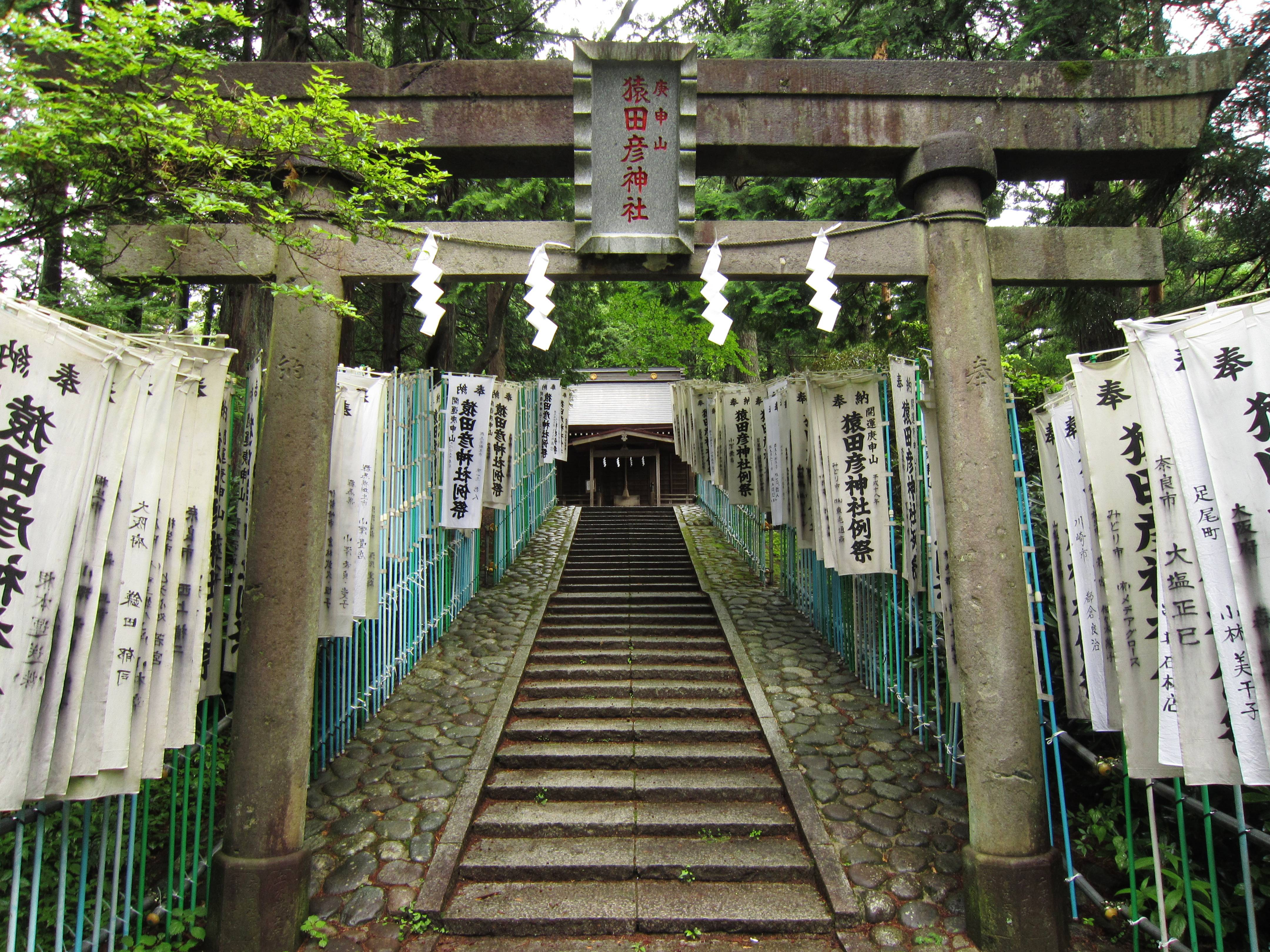
猿田彦神社

## 観光スポット

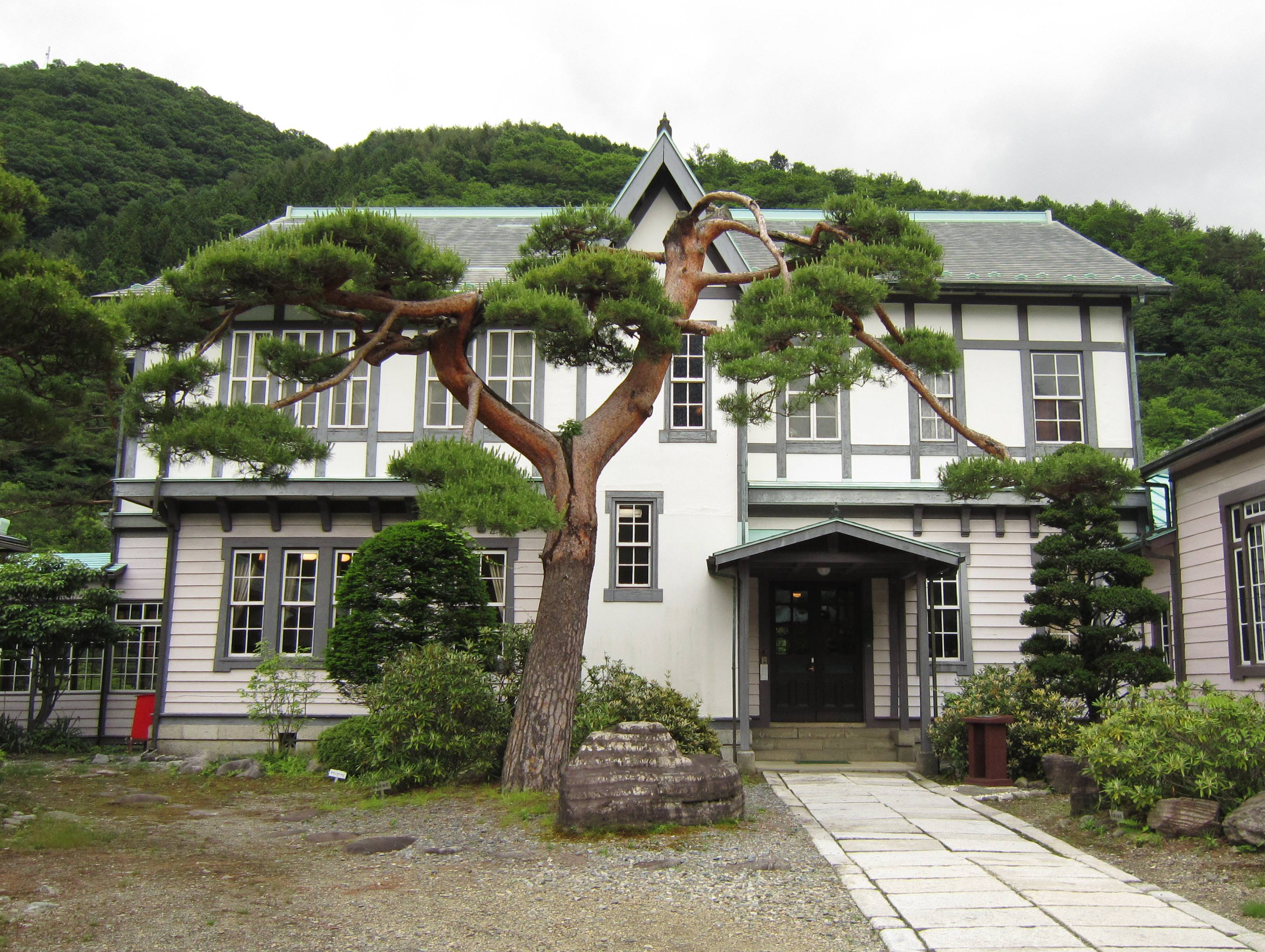
古河掛水倶楽部

- 足尾銅山観光 - 1980年（昭和55年）に開業した観光施設。トロッコで坑道内に入る日本最長の坑内観光コース。坑道内展示、銅資料館、鋳銭座などがある。
- 古河掛水倶楽部 - 迎賓館（登録有形文化財）は大正初期竣工。迎賓館のほかに、掛水重役役宅（栃木県指定文化財）、鉱石資料館、電話資料館（栃木県指定文化財）、赤レンガ倉庫（登録有形文化財）などの建物を有する。
- 足尾歴史館 - 日光市合併後の2019年（平成31年）4月、古河足尾歴史館に改称。
- 松木渓谷
- 足尾ダム（足尾砂防堰堤） - 1955年（昭和30年）の完成時は日本一の砂防ダムとされた[18]。
- 古河橋 - 松木川に架かる道路橋。重要文化財。

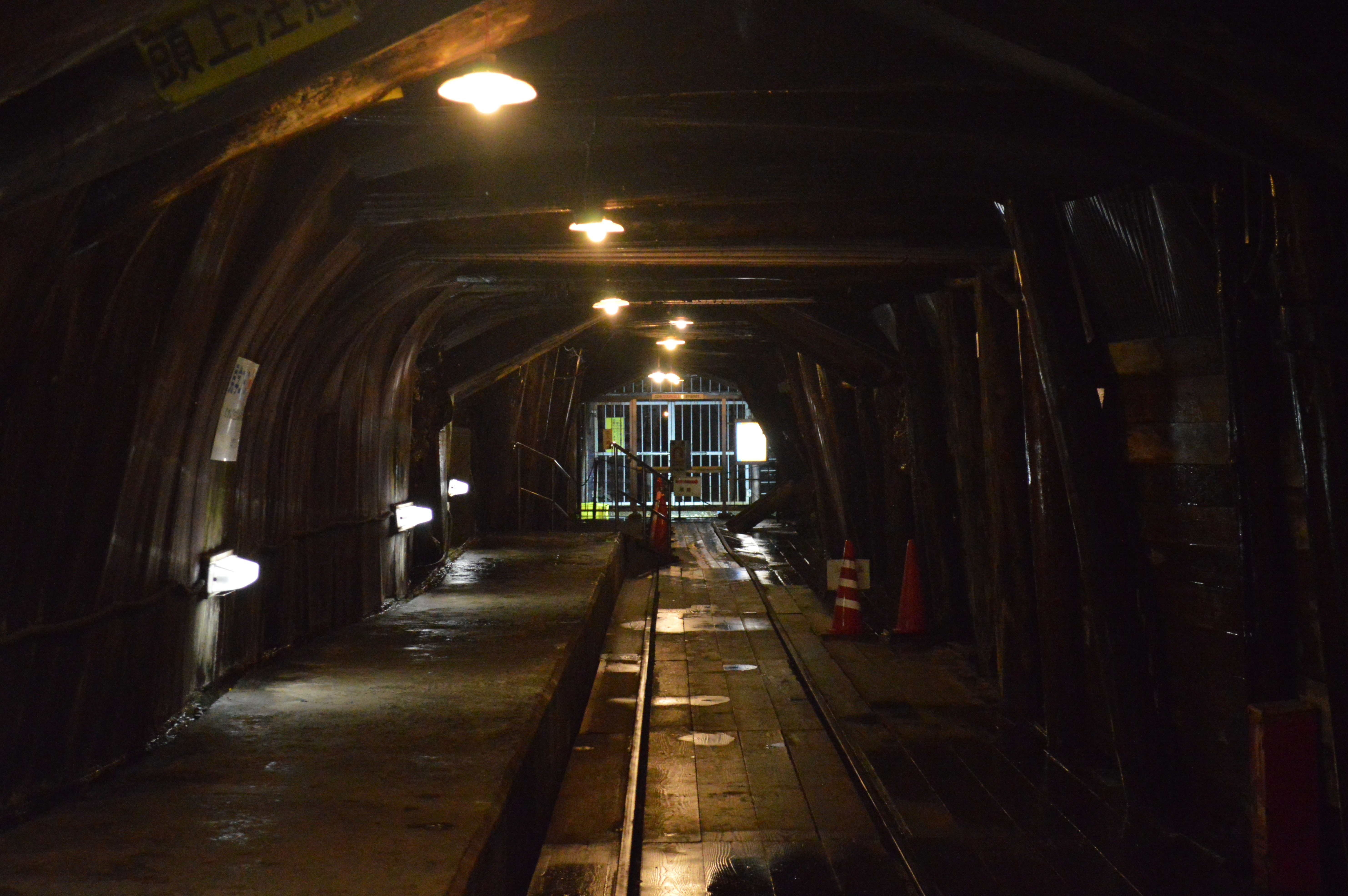
足尾銅山観光
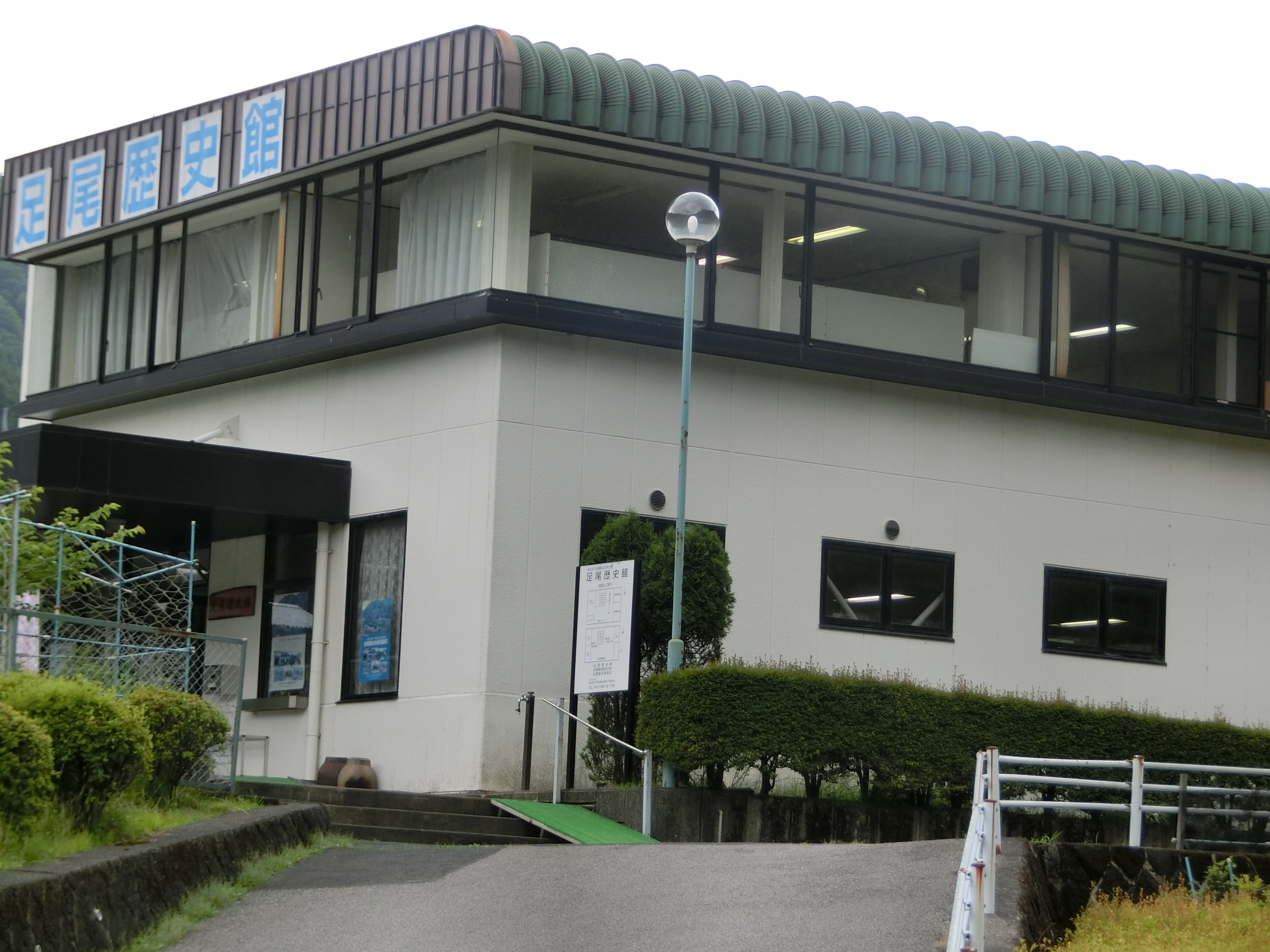
足尾歴史館
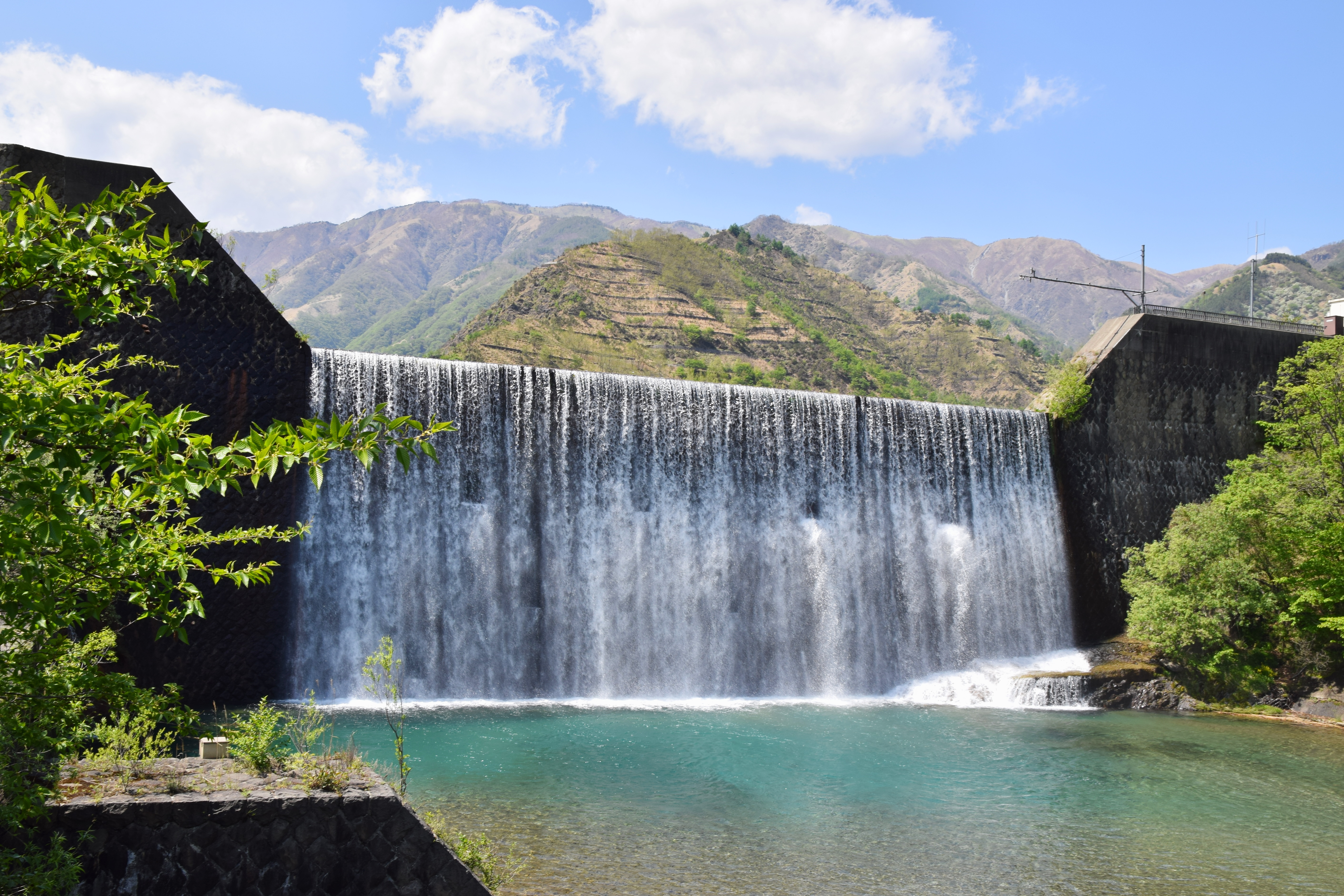
足尾ダム（足尾砂防堰堤）
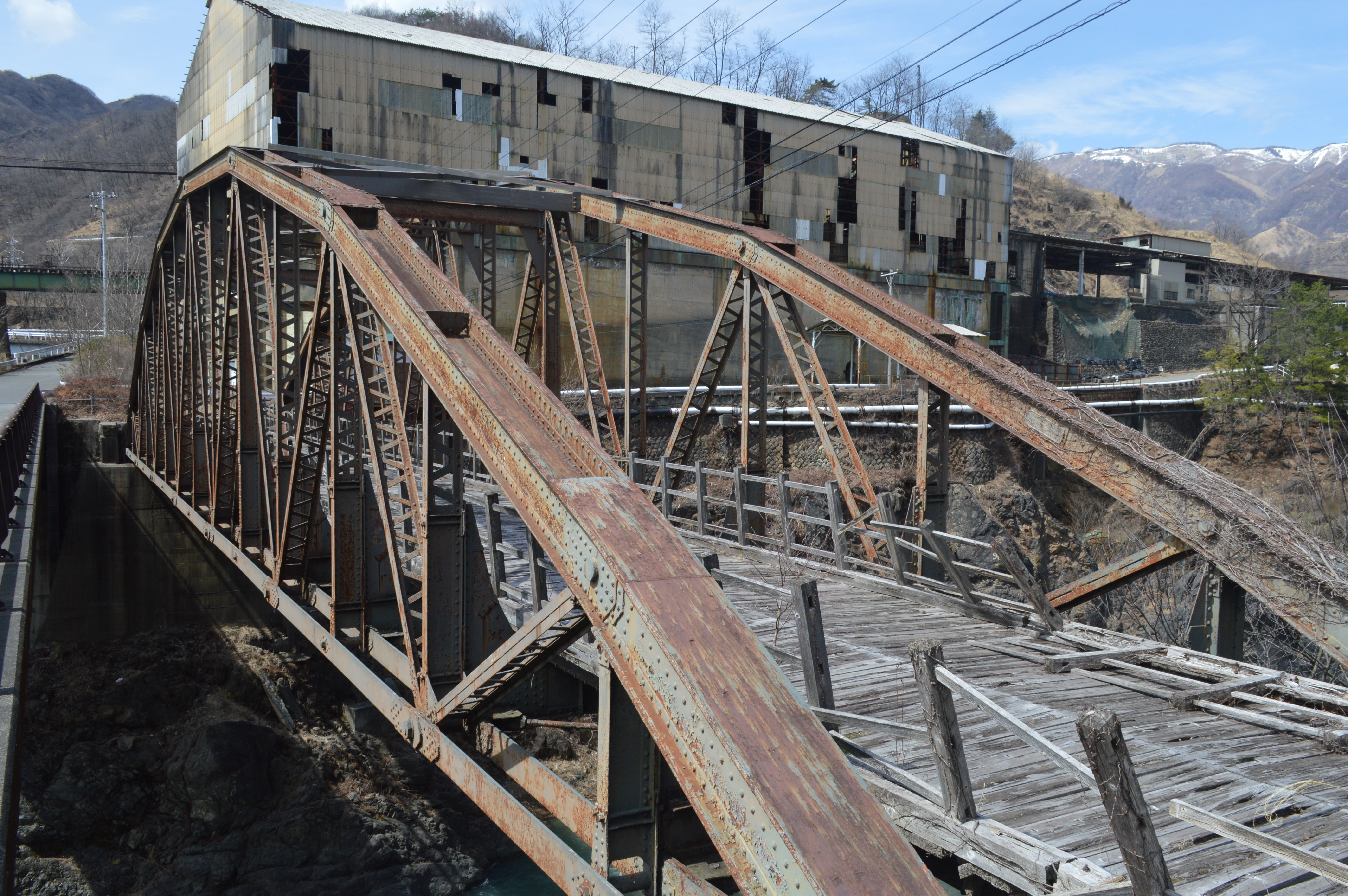
古河橋
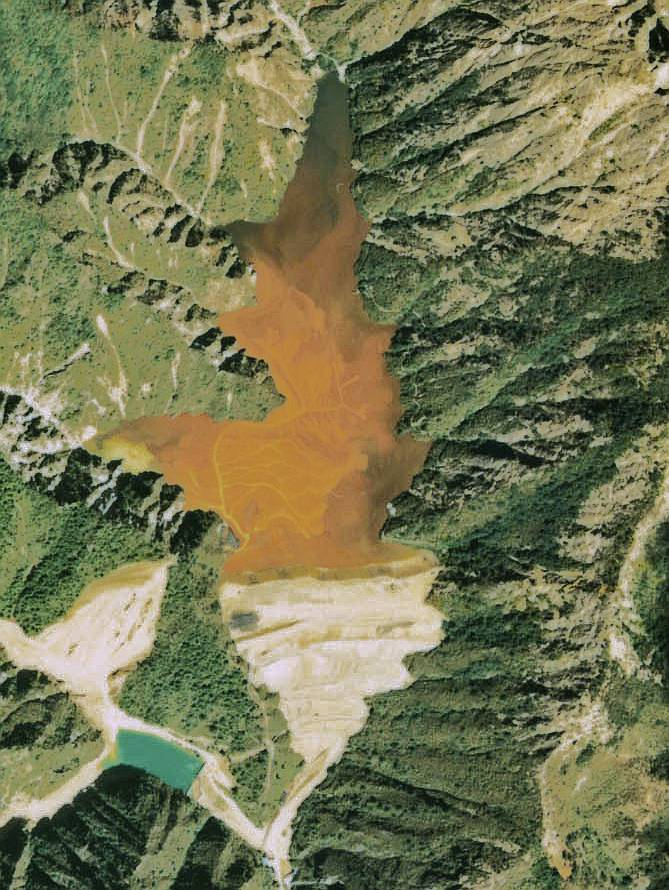
簀子橋堆積場